# WTA Challenger de Oeiras de 2024
O WTA Challenger de Oeiras de 2024 (Oeiras Open) foi um torneio de tênis feminino disputado em quadras de saibro na cidade de Oeiras, em Portugal. Esta é a 1ª edição.

## Simples

### Cabeças de chave
| Cabeça | Ranking | Jogadora            |
| ------ | ------- | ------------------- |
| 1      | 82      | Bernarda Pera       |
| 2      | 83      | Rebeka Masarova     |
| 3      | 84      | María Lourdes Carlé |
| 4      | 87      | Clara Tauson        |
| 5      | 88      | Harriet Dart        |
| 6      | 92      | Bai Zhuoxuan        |
| 7      | 100     | Renata Zarazúa      |
| 8      | 117     | Rebecca Šramková    |
| 9      | 122     | Emiliana Arango     |

- Rankings de 8 de abril de 2024.[2]

### Outras entradas
As seguintes jogadoras receberam convites para a chave principal:
- Maria Garcia
- Matilde Jorge
- Kristina Mladenovic
- Ana Filipa Santos

As seguintes jogadoras entraram na chave principal passando pelo qualificatório:
- Anouk Koevermans
- Gabriela Lee
- Tena Lukas
- Maria Mateas

As seguintes jogadoras entraram na chave principal como lucky losers:
- Julia Avdeeva
- Varvara Lepchenko
- Katherine Sebov

### Desistências
- Jéssica Bouzas Maneiro → substituída por  Francisca Jorge
- María Lourdes Carlé → substituída por  Katherine Sebov
- Brenda Fruhvirtová → substituída por  Alexandra Eala
- Linda Fruhvirtová → substituída por  Lucrezia Stefanini
- Viktorija Golubic → substituída por  Francesca Jones
- Gabriela Lee → substituída por  Julia Avdeeva
- Claire Liu → substituída por  Gabriela Knutson
- Camila Osorio → substituída por  Aliona Falei
- Laura Pigossi → substituída por  Sinja Kraus
- Katie Volynets → substituída por  Léolia Jeanjean → substituída por  Varvara Lepchenko
- Yanina Wickmayer → substituída por  Carole Monnet
- Tamara Zidanšek → substituída por  Suzan Lamens

## Duplas

### Cabeças de chave
| Cabeça | Ranking | Equipe              | Equipe              |
| ------ | ------- | ------------------- | ------------------- |
| 1      | 149     | Miriam Kolodziejová | Anna Sisková        |
| 2      | 186     | Harriet Dart        | Kristina Mladenovic |
| 3      | 244     | Luksika Kumkhum     | Peangtarn Plipuech  |
| 4      | 247     | Alicia Barnett      | Freya Christie      |

- Rankings de 8 de abril de 2024.

### Outras entradas
A seguinte dupla recebeu convite para a chave principal:
- Maria Garcia /  Ana Filipa Santos

A seguinte dupla entrou como alternate:
- Aliona Falei /  Varvara Lepchenko

### Desistência
- Léolia Jeanjean /  Nuria Párrizas Díaz → substituída por  Aliona Falei /  Varvara Lepchenko

## Finais
| Categoria | Campeã(s)                     | Vice-campeã(s)                   | Resultado     | Chave(s)  | Chave(s)       |
| --------- | ----------------------------- | -------------------------------- | ------------- | --------- | -------------- |
| Simples   | Suzan Lamens                  | Clara Tauson                     | 6–4, 5–7, 6–4 | principal | qualificatório |
| Duplas    | Francisca Jorge Matilde Jorge | Harriet Dart Kristina Mladenovic | 6–0, 6–4      | principal | principal      |